# Tribhuvan

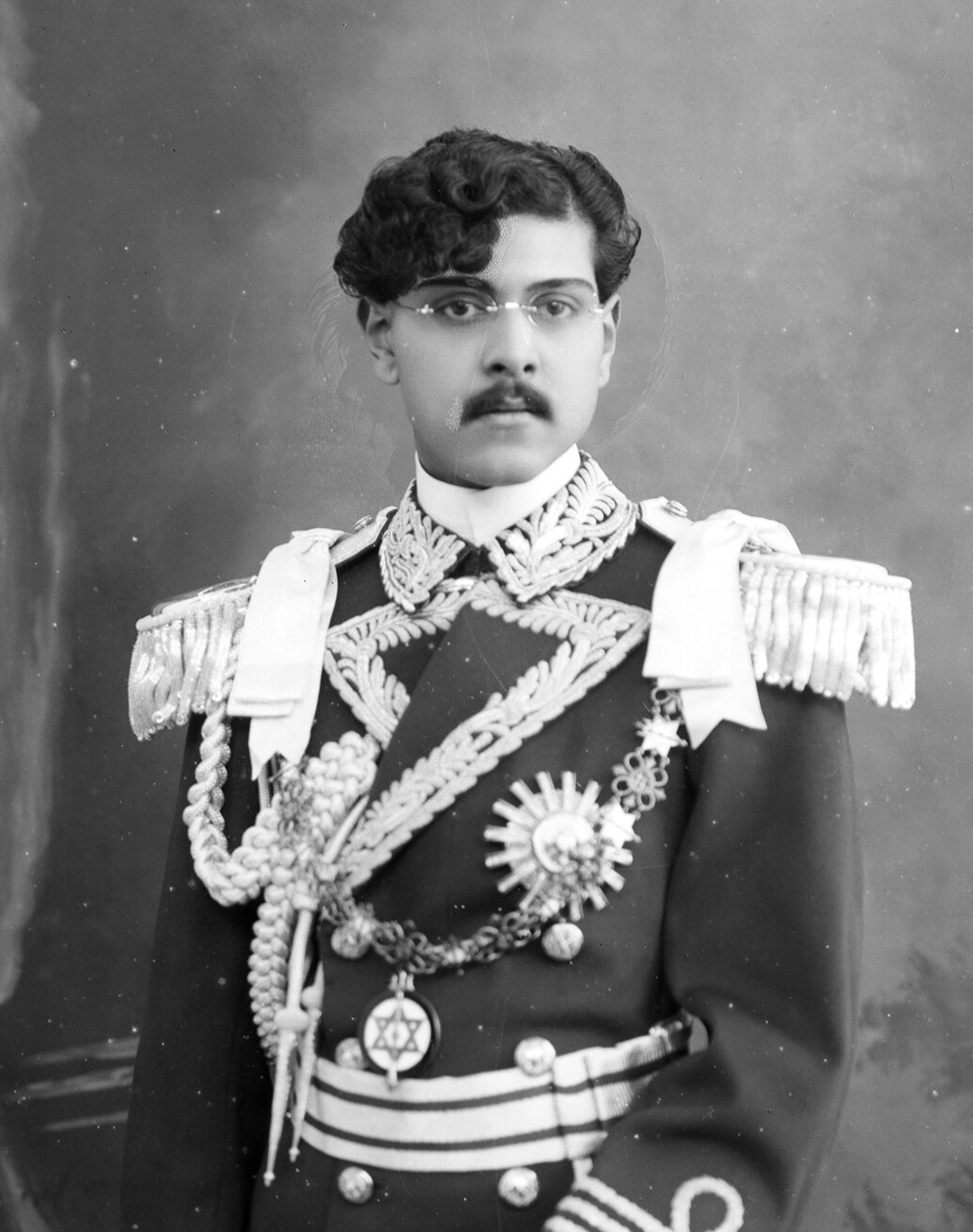
König Tribhuvan

Tribhuvan Bir Bikram Shah Dev (त्रिभुवन वीर विक्रम शाहदेव) (* 30. Juni 1906; † 13. März 1955 in Zürich) war von 1911 bis zu seinem Tod König von Nepal.

## Leben
Er bestieg den Thron im Alter von fünf Jahren, nachdem sein Vater Prithvi Bir Bikram Shah Dev gestorben war, wobei faktisch seine Mutter regierte. Zu dieser Zeit war die Monarchie hauptsächlich ein Titel, während das Land von der mächtigen konservativen Rana-Familie regiert wurde, die den Premierminister stellte, eine Position, die bis dahin erblich war.
Während des Ersten Weltkrieges wurden Spannungen zwischen der königlichen Familie und den Ranas deutlich. Die Ranas wollten im Krieg die Briten unterstützen, die Indien, Nepals südliches Nachbarland, kontrollierten. Die Königsmutter unterstützte hingegen die Armee, die neutral bleiben wollte. Um die Unterstützung der Armee zu gewinnen, erpresste der Premierminister Chandra Shamsher Rana den jungen König: Er hielt seiner Mutter eine Waffe an den Kopf und drohte sie zu erschießen, sollte der König die Truppen nicht in den Krieg schicken. In den folgenden Jahren wurde der König im Palast gefangen gehalten und dazu gezwungen, den Launen der Ranas zu folgen, die die Unterdrückung der Versuche der Modernisierung und Demokratisierung beinhalteten.
Aufgrund seiner offenen Anti-Rana-Haltung wurde der König immer wieder von den Ranas zum Abdanken gedrängt. Im November 1950 gelang es Tribhuvan, gemeinsam mit dem größten Teil der königlichen Familie den Palast zu verlassen und in der indischen Botschaft Asyl zu finden. Als der König auf dem Weg nach Indien war, setzten die Ranas seinen Enkel Gyanendra auf den Thron und prägten auch schnell Münzen mit dessen Namen. Dieser Versuch wurde von Protesten der Bevölkerung und der Weigerung der internationalen Gemeinschaft, besonders Großbritanniens, den König anzuerkennen, begleitet.
Als die Nepalische Unabhängigkeitsbewegung unter Führung des Nepali Congress weite Teile des Landes unter ihre Kontrolle gebracht hatte, ging Mohan Shamsher Jang Bahadur Rana schließlich einen Kompromiss mit dem König und dem Nepali Congress ein, welcher die Abschaffung der autoritären Rana-Herrschaft und die Einführung einer konstitutionellen Monarchie zum Ziel hatte ein. Am 18. Februar 1951 kehrte König Tribhuvan als konstitutioneller Monarch aus Indien zurück. Im November des Jahres trat der Premierminister zurück, womit die Herrschaft der Rana im Land beendet wurde.
In den folgenden Jahren überwachte Tribhuvan die Gründung einer demokratischen Regierung in Nepal. Er starb 1955 in Zürich, wo er medizinisch versorgt worden war.